# Podnoszenie ciężarów na Letnich Igrzyskach Olimpijskich 1980 – waga półciężka mężczyzn
Rywalizacja w wadze do 90 kg mężczyzn w podnoszeniu ciężarów na Letnich Igrzyskach Olimpijskich 1980 odbyła się 27 lipca 1980 roku w hali Pałac Sportu Izmajłowo. W rywalizacji wystartowało 18 zawodników z 16 krajów. Tytułu sprzed czterech lat nie obronił Dawid Rigiert z ZSRR, który spalił wszystkie próby w rwaniu. Nowym mistrzem olimpijskim został Węgier Péter Baczakó, srebrny medal wywalczył Rumen Aleksandrow z Bułgarii, a trzecie miejsce zajął Frank Mantek z NRD.

## Wyniki
| Pozycja | Zawodnik            | Reprezentacja   | Waga  | Rwanie | Rwanie | Rwanie | Podrzut | Podrzut | Podrzut | Wynik |
| Pozycja | Zawodnik            | Reprezentacja   | Waga  | 1      | 2      | 3      | 1       | 2       | 3       | Wynik |
| ------- | ------------------- | --------------- | ----- | ------ | ------ | ------ | ------- | ------- | ------- | ----- |
| 1. !    | Péter Baczakó       | Węgry           | 89,10 | 162,5  | 167,5  | 170,0  | 202,5   | 207,5   | 210,0   | 377,5 |
| 2. !    | Rumen Aleksandrow   | Bułgaria        | 89,40 | 165,0  | 165,0  | 170,0  | 205,0   | 210,0   | 210,0   | 375,0 |
| 3. !    | Frank Mantek        | NRD             | 88,75 | 160,0  | 165,0  | 167,5  | 200,0   | 205,0   | 205,0   | 370,0 |
| 4       | Dalibor Řehák       | Czechosłowacja  | 89,50 | 165,0  | 170,0  | 170,0  | 195,0   | 200,0   | 200,0   | 365,0 |
| 5       | Witold Walo         | Polska          | 88,30 | 160,0  | 160,0  | 165,0  | 200,0   | 205,0   | 205,0   | 360,0 |
| 6       | Lubomír Sršeň       | Czechosłowacja  | 89,40 | 160,0  | 160,0  | 165,0  | 197,5   | 207,5   | 207,5   | 357,5 |
| 7       | Vasile Groapă       | Rumunia         | 89,25 | 155,0  | 155,0  | 160,0  | 195,0   | 200,0   | 200,0   | 355,0 |
| 8       | Nikos Iliadis       | Grecja          | 88,20 | 150,0  | 150,0  | 155,0  | 180,0   | 190,0   | 195,0   | 345,0 |
| 9       | Gary Langford       | Wielka Brytania | 89,05 | 150,0  | 157,5  | 157,5  | 180,0   | 180,0   | 192,5   | 330,0 |
| 10      | Norberto Oberburger | Włochy          | 89,30 | 147,5  | 147,5  | 152,5  | 167,5   | 172,5   | 172,5   | 315,0 |
| 11      | Luis Rosito         | Gwatemala       | 88,15 | 132,5  | 132,5  | 137,5  | 170,0   | 175,0   | 182,5   | 307,5 |
| 12      | Víctor Ruiz         | Meksyk          | 85,00 | 135,0  | 140,0  | 140,0  | 165,0   | 165,0   | 172,5   | 300,0 |
| 13      | Guðmundur Helgason  | Islandia        | 86,25 | 135,0  | 135,0  | 140,0  | 160,0   | 165,0   | 165,0   | 295,0 |
| -       | Ferenc Antalovics   | Węgry           | 89,35 | 157,5  | 162,5  | 165,0  | 197,5   | 197,5   | 197,5   | DNF   |
| -       | Luigi Fratangelo    | Australia       | 89,30 | 137,5  | 142,5  | 142,5  | 172,5   | 172,5   | 172,5   | DNF   |
| -       | Dawid Rigiert       | ZSRR            | 89,10 | 170,0  | 170,0  | 170,0  | -       | -       | -       | DNF   |
| -       | Hugo De Grauwe      | Belgia          | 89,60 | 140,0  | 140,0  | 140,0  | -       | -       | -       | DNF   |
| -       | Sann Myint          | Birma           | 89,70 | 125,0  | 125,0  | 125,0  | -       | -       | -       | DNF   |